# 日本国土計画サマーズ
日本国土計画サマーズ（にほんこくどけいかくサマーズ）は、1977年から1982年まで行われていた日本プロゴルフ協会（JPGA）公認の男子プロゴルフトーナメントの一つである。

## 概要・歴史
1977年に後援競技として創設され、1978年から1982年までツアートーナメントとして開催された。
最初の3年間は栃木県の白鷺カントリークラブ、1980年は長野県のニュー蓼科カントリークラブ、1981年・1982年は千葉県の武道カントリー倶楽部と全て日本国土計画所有のコースで開催されたが、1983年に日本国土計画が倒産したことで大会は終了した。
1977年の第1回は梅雨がぶり返したかと思うような雨が続き、大会は1日中止となり3日間に短縮。2日目を終え首位にはプロ7年目にして初めてトップに立つ上原宏一と青木功の二人で、それを2打差で中嶋常幸が追いかける展開となった。最終日は17番までに中嶋がスコアを3つ伸ばし、青木を1打リード。勝負は18番パー5に持ち込まれたが、中嶋のティーショットは右のバンカーにつかまる。左サイドはOB、誰もがアイアンで刻むだろうと思っていたが、中嶋は迷わずバフィーを抜き、バンカーから2オンを狙う。中嶋の球はバンカーの土手に当たり40〜50メートルしか転がらなかったが、5番アイアンでの第3打はピン横7mに行き、これを沈めて勝負を決めると、ギャラリーからは大歓声が湧き起こった。優勝インタビューで今後の目標を聞かれると「次の週の試合」と答えたが、翌月の日本プロで自身初のメジャー優勝を挙げることになった。
1979年の第3回には三上法夫がマンデートーナメントから勝ち上がり、同年のフジサンケイクラシック・佐藤正一に次いで2例目の本戦優勝    で、ツアー初優勝を飾る。
1980年の第4回は初日は雨だけでなく霧にもコースが覆われてスタートが45分も遅れたが、ぬかるんだコースの9番ホールから抱腹絶倒の珍事が起きる。船渡川育宏と同組の森憲二が第1打を左のラフに打ち込んだが、第2打をサンドウェッジで振り抜いた瞬間、ボールが消える。森は「あれ?ボールはどこだ」と一瞬戸惑って「埋め込んじゃったのかな」と足元を見直したがどこにもなく、クラブフェースを見てみると、そこに土と草が団子状になり、ボールもそこにくっついていた。判断に迷った森は、同伴競技者である金井清一の顔の前にそのクラブヘッドを突き出しながら「ねえ、金井さん、これどうしたらいいの?」と言うと、困った金井は「え?分かんないよ」といきなりその場から走って逃げだし、森はクラブを突き出しながら「そんなこと言わないで教えてよ」と追った。前代未聞の鬼ごっこを見た周囲は、腹を抱えて笑うしかなかった。森は結局元の場所に戻り、クラブを地面に置いてやっと取れたが、これでも1打の計算になり、このホールはダブルボギーの6と当時の記録に残された。
この後は珍事が続き、石田咲雄はボールの上に乗っかったボールを打つ、トリックショットさながらのプレーを経験。14番の右ラフに入れたボールがラフに隠れたロストボールの真上に乗っかり、石田はこれをあるがままにプレーして右にOBした。
珍事は止まらず、8番のパー5はドラコン賞がかかっているものの、左右にOBがありフェアウェイが狭いためほとんどの選手がドライバーの使用を回避するという珍しい現象も発生。尾崎将司の組は果敢に全員がドライバーでチャレンジし、天野勝ら3人は全員OB。尾崎将だけは豪快にフェアウェイ方向へとかっ飛ばしたが、競技委員がレイアップに備えていたためボールを見失いロストボールの憂き目にあってしまった。
結局初日は1ホールのプレーを残しサスペンデッドとなり、翌日も雨で中止が決定。土曜日に初日の残りと第2ラウンドを行ったが、霧が晴れないため1番、10番、18番のティイングエリアを「どんなに霧が出ても中断することなく打てる位置」までグリーンに近づける措置を取った。最終18番は488mのパー5から152メートルのパー3に変更され、ギャラリーも目を白黒させながら、選手の後をついていく珍現象がコースのあちらこちらで発生。
最終日には極め付きの珍事が発生。単独首位の郭吉雄（中華民国）に9打差の10位からスタートした船渡川と謝敏男（中華民国）は、この日ともにベストスコアの68でラウンドし、最終組よりも2時間近く前にホールアウトしていた。郭がハーフをこの日2オーバーで折り返したとはいえ、10番以降も14番まで手堅くパーを重ねており、2位との差は残り4ホールで5打もあったため、誰もが郭の優勝を信じて疑わなかった。
自分の車で来ていた船渡川は、普通ならコースを後にしているところであったが、最終組近くで回っている鷹巣南雄のクラブを預かる約束をしており、着替えをしてからクラブハウスでくつろいでいた。同じく68で回った謝も、郭と一緒に帰る約束をしていたためクラブハウスのレストランに上がってきていた。船渡川は自分の車の運転があるため酒は飲めず、謝はこの日運転の予定はないため、船渡川は「ベストスコア賞で奢らせてくださいよ」と謝にビールを勧めた。謝もこれに応えて杯を重ねたが、その頃に郭は15番ボギーの後に16番でダブルボギーを叩き、18番は3番アイアンの第2打を左にOBであっという間に優勝戦線から脱落。この瞬間にレストランに関係者が血相を変えて駆け込み、あたりを見回し、船渡川と謝がくつろいでいる席に向かってきて「プレーオフだよ」と伝える。戸惑いながら船渡川が「え?誰が?」と聞き返すと、関係者は呆れながら「あんたたち、二人だよ」と言った。
プレーオフを全く予想していなかった船渡川はもう一度車から靴やゴルフウェアを引っ張り出してプレーオフに臨んだが、一方の謝は、船渡川に勧められるままに飲んでしまって酩酊状態となり、勝負は既に決まっていたようなものであった。
勝負の16番パー3で船渡川はグリーン奥18mのエッジ、一方の謝も、稀代のショットメーカーとあって、右15mに見事1オンした。先にパターで打った船渡川は2mもショートしてしまうが、謝も流石に普通の状態ではなく、15mのファーストパットを揺れながら打って2m半もショート。さらにこれも外して3パットのボギーを叩いてしまい、それまで平然としていた船渡川の表情はいきなりやってきた初優勝のチャンスと共に、未体験の強烈なプレッシャーもやってきてこわばった。謝のボギーで気分的に楽になるはずが、1m半のパーパットを逆に膝が震えてなかなか打てなかった。それでも『謝さんのボギーは確定しているんだから、これを外してもまだ次のホールに行ける』と考えたら楽になり、重圧を何とか跳ね返して優勝を決めるパーパットはど真ん中からカップに吸い込まれた。
1981年の第5回は倉本昌弘がデビュー3勝目を挙げ、マスコミの要望に応じて、帯封された計810枚の1万円札をテーブルの上に並べて記念撮影した。

## 歴代優勝者
※太字は日本プロゴルフ協会公認男子ゴルフツアートーナメント
- 1977年：中嶋常幸
- 1978年：山本善隆
- 1979年：三上法夫
- 1980年：船渡川育宏
- 1981年：倉本昌弘
- 1982年：杉原輝雄